# Strabomantinae
Strabomantinae es un clado de anfibios anuros que se distribuye por Centroamérica y Sudamérica, desde Costa Rica hasta Perú y la zona adyacente de Brasil.

## Taxonomía
Según ASW incluye un género:
- Strabomantis Peters, 1863 (16 sp.) (tipo)